# Hans Joakim Nilsson
Joakim Nilsson és un exfutbolista suec, que jugava de defensa. Va jugar al Malmö FF i l'Sporting de Gijón.
Va ser internacional amb la selecció de Suècia en 27 ocasions, tot marcant un gol. Amb el combinat del seu país va participar en el Mundial de 1990 i a l'Eurocopa de 1992.